# Новоукраїнка (Нікопольський район)
Новоукраї́нка — село в Україні, у Томаківській селищній громаді Нікопольського району Дніпропетровської області. Населення — 103 мешканці.

## Географія
Село Новоукраїнка знаходиться на відстані 2 км від села Володимирівка. По селу протікає пересихаючий струмок з великою загатою. Поруч проходить автомобільна дорога Т 0420.

## Населення

### Мова
Розподіл населення за рідною мовою за даними перепису 2001 року:
| Мова       | Кількість | Відсоток |
| ---------- | --------- | -------- |
| українська | 97        | 94.17%   |
| російська  | 6         | 5.83%    |
| Усього     | 103       | 100%     |

## Інтернет-посилання
- Погода в селі Новоукраїнка

1. ↑  Рідні мови в об'єднаних територіальних громадах України — Український центр суспільних даних